# 土方巽
土方 巽（ひじかた たつみ、1928年〈昭和3年〉3月9日 - 1986年〈昭和61年〉1月21日）は、日本の舞踊家、振付家、演出家、俳優。暗黒舞踏の創始者として、国際的に知名度の高い舞踊家である。

## 略歴

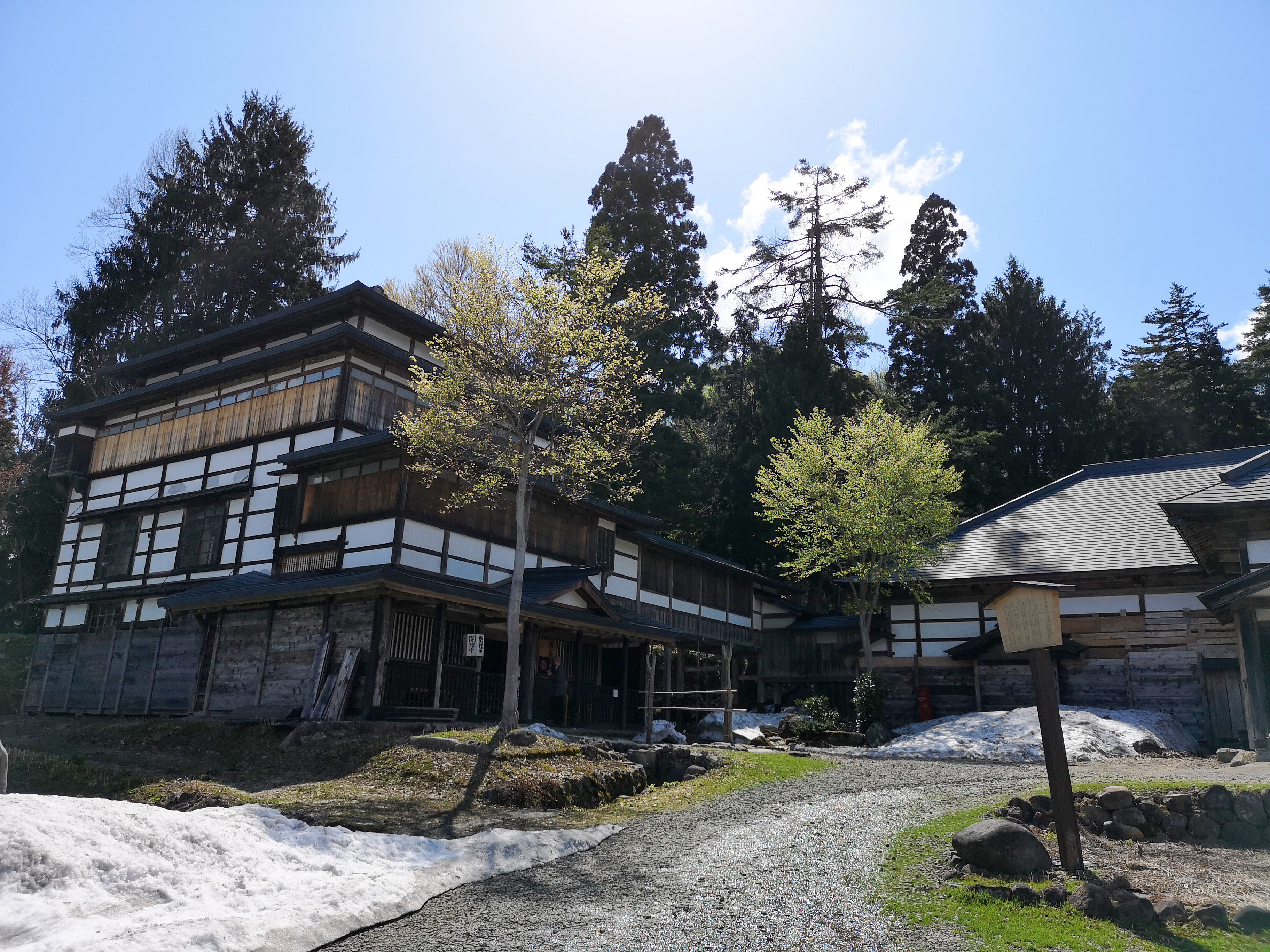
鎌鼬美術館

- 1928年 - 秋田県秋田市旭川字泉八丁（現：保戸野八丁）[1]に11人兄弟の末っ子として生まれる。
- 1946年 - 秋田工業学校本科電気科卒業、秋田製鋼入社。秋田市内で増村克子（江口隆哉門下）に師事し、「ノイエタンツ」（当時の新しいダンスという意味での）を学ぶ。
- 1947年 - 東京へ上京する。
- 1949年 - 「第1回大野一雄舞踊公演」（神田共立講堂）を観覧する。
- 1952年 - 安藤三子舞踊研究所に入所。
- 1954年 - 《安藤三子ダンシング・ヒールズ特別公演》（日比谷公会堂）の〈鴉〉に出演。土方九日生を名乗り初舞台を踏む。〈鴉〉には大野一雄が特別出演し、岡本太郎が装置を担当する。
- 1957年 -  各分野の芸術家が交流することによって新しい舞台芸術を創作しようと「現代舞台芸術協会」を設立した作曲家今井重幸が建てた阿佐ヶ谷のスタジオに移り住み、2年近く居候する。このスタジオでマイムを教えていたヨネヤマママコ と知り合い、この時期は土方ジュネを名乗る。
- 1958年 - 今井重幸 プロデュースの『埴輪の舞』、ヨネヤマママコ 振付のバレーマイム作品『ハンチキキ』に出演。この年、名前を土方巽に改名。
- 1959年 - 三島由紀夫の小説『禁色』を舞踊化。
- 1961年 - 《土方巽DANCE EXPERIENCEの会》（第一生命ホール）。「暗黒舞踏派」を名乗る。
- 1963年 - 《土方巽DANCE EXPERIENCEの会》（草月会館ホール） 〈あんま——愛慾を支える劇場の話〉を作・演出・振付・出演。共演・大野一雄、大野慶人ほか。暗黒舞踊派結成八周年記念」と称する。
- 1965年11月27・28日『バラ色ダンス——A LA MAISON DE M. CIVEÇAWA』副題は「澁澤さんの家の方へ」の意。大野一雄、大野慶人、石井満隆、笠井叡、玉野黄市らに加え、中西夏之、横尾忠則、加納光於など、時代の最先端をゆく前衛芸術家たちが参加した。
- 1968年10月9-10日　暗黒舞踏派結成11年記念の《土方巽と日本人　肉体の叛乱》日本青年館にて上演。代表的ソロ作品。
- 1970年 -  大阪万国博覧会 みどり館アストロラマ上映作品「誕生」に出演。撮影は北海道の硫黄山で行われた。
- 1970年3月ごろには寺山修司と芥正彦による演劇理論誌「地下演劇」のNo4に収録予定の鼎談を行った。メンバーは芥正彦、土方巽、山口昌夫、竹永茂生の四人(基本的には芥と土方の対談で進行していた)であったが、鼎談終了後土方はこの原稿を破り捨てたという[2]。結局この鼎談が収録されることはなかった。最終的には芥が1974年頃にNo4の編集者である小林康夫から当時の原稿を受け取り橋爪大三郎が浄書したものを自信のホームページに公開した。
- 1972年 - ≪燔犠大踏鑑第二次暗黒舞踏派結成公演・四季のための二十七晩≫ 連続公演、映画劇場「アートシアター新宿文化」（10月〜11月）

### 演出・振付
- 1973年 - 「陽物神譚」に賛助出演したのを最後に、振り付けと演出に専念。
- 1974年 - 目黒の自宅に「シアター・アスベスト館」を開設し、稽古場兼劇場とした。
- 1978年 - 芦川羊子の「ルーブル宮のための14晩」パリ装飾美術館内で催された日本特集『間展』で上演作品を制作。
- 1976年 - 「舞踏譜の舞踏」白桃房連続公演で完成
- 1977年 - 大野一雄の「ラ・アルヘンチーナ頌」を演出。
- 1985年 - 大野一雄の「死海・ウインナー・ワルツと幽霊」を演出。
- 1986年 - 東京女子医科大学病院にて肝臓ガンにより死去。57歳没。　澁澤龍彦が葬儀委員長を務めた。墓所は伊東市朝善寺。

### 1986年以降
- 1998年 - 「土方巽アーカイヴ」慶應義塾大学アート・センター内に設立。
- 2013年 -  NPO法人「土方巽記念秋田舞踏会」を秋田県内にて設立。
- 2016年 - 鎌鼬美術館10月開館。秋田県雄勝郡羽後町 。細江英公撮影の写真パネルや『鎌鼬』の初版本などを展示。[3]。
- 2018年 - 写真集『土方巽病める舞姫東北歌舞伎計画秋田公演』（全撮影 谷口雅彦・出演 大野慶人・和栗由紀夫・小林嵯峨・山本萌・白榊ケイ）を出版（NPO土方巽記念秋田舞踏会）。
- 2020年 - 「土方巽・中西夏之メモリアル猿橋倉庫」設立。
- 2023年 -  松倉家開館記念「土方巽パネル展ー舞踏のある街」
- 2023年 -  小野塚誠写真展「帰ってきた！土方巽」

## 舞台上演作品
- 「禁色」（1959年）
- 「土方巽と日本人—肉体の叛乱」（1968年10月9−10日）日本青年館 暗黒舞踏派結成11年記念
- 「四季のための二十七晩」（1972年）アートシアター新宿文化  「疱瘡譚」「癩病者の踊り」（ソロ）

## 舞台演出作品
- 《芦川羊子第１回リサイタル》（1968 年8月 草月会館ホール）土方巽演出・振付
- 「静かな家」（1973年）渋谷西武劇場のこけら落とし
- 「ひとがた」（1976年）
- 「東北歌舞伎計画一〜四」（1985年）

## 著書
- 『犬の静脈に嫉妬することから』1976年。
- 『病める舞姫』（新版 白水Uブックス 1992年 ISBN 4560073171）白水社、1983年。
- 『美貌の青空』筑摩書房、1987年。ISBN 4480871004。
- 『土方巽全集』（普及版 2005年）河出書房新社、1998年。ISBN 4-309-26333-X, ISBN 4-309-26844-7,ISBN 4-309-26845-5

## 関連書
- 『舞踏馬鹿　土方巽の言葉とともに』2022年、論創社　著者 正朔

## 共書
『慈悲心鳥がバサバサと骨の羽を拡げてくる』土方巽 著、吉増剛造 筆録（書肆山田、1992年）

## 映画

### ドキュメンタリー・舞台記録映画
飯村 隆彦監督　
あんま（1963年・2007年、白黒、20分）
バラ色ダンス（1965年・2007年、白黒、13分）
- 疱瘡譚　(1975年、舞台の記録映像、90分）16m 撮影
- 風の景色（1976年、監督：大内田圭弥）
- 正面の衣裳（1976年, 舞台記録映像）構成・演出・振付：土方巽 主演：山本萌
- 土方巽 夏の嵐（2003年、監督：荒井美三雄）

### 出演
- 紅閨夢（1964年、監督：武智鉄二）
- 臍閣下（1969年、監督：西江孝之）
- 日本の悪霊（1970年、監督：黒木和雄）
- 誕生（1970年、大阪万博映画、音楽：黛敏郎、脚本：谷川俊太郎）
- 卑弥呼（1974年、監督：篠田正浩）
- 陽物神譚（1975年、監督：鈴村靖爾）
- 1000年刻みの日時計 牧野村物語（1987年、監督：小川紳介）
- ちんなねえ（1997年、監督：林海象）

#### 石井輝男監督作品
- 残酷・異常・虐待物語 元禄女系図（1969年）
- 江戸川乱歩全集 恐怖奇形人間（1969年）
- 明治・大正・昭和 猟奇女犯罪史（1969年）
- 怪談昇り竜（1970年）

#### 中島貞夫監督作品
- 日本暗殺秘録（1969年）
- 温泉こんにゃく芸者（1970年）

#### ラジオドラマ
- 湧然の柵（1975年11月16日、文化放送）